# Sokrutowka
Sokrutowka (ros. Сокрутовка) – wieś w Rosji, w obwodzie astrachańskim, w rejonie achtubińskim. W 2010 liczyła 826 mieszkańców.